# Белобородов, Николай Макарович
Николай Макарович Белобородов (22 сентября 1930 — 27 мая 2010) — старший пилот-инспектор лётно-штурманского отдела Тюменского управления гражданской авиации, Герой Социалистического Труда.

## Биография
Родился 22 сентября 1930 года в селе Слободчики Тюменской области.
В 1951 году закончил Сасовское лётное училище гражданской авиации. Был направлен на работу в Тюмень. Летал на самолетах По-2, Ан-2. В 1957 году прошёл переучивание на вертолёт Ми-1, затем освоил вертолёты Ми-4, Ка-18, Ми-6, Ми-8, Ми-10К. Работал в должностях пилота, командира звена авиаэскадрильи лётного отряда. С 1973 года — старший пилот-инспектор лётно-штурманского отдела Тюменского управления гражданской авиации. Сдал норматив пилота 1 класса.
Много летал на Севере Тюменской области по изысканию полезных ископаемых в районах Надыма, Тарко-Сале, Приполярного Урала, Сургута, Тазовска и других. Одним из первых перевозил на вертолётах тяжёлую нефтегазовую и геологоразведочную технику. Руководил монтажом купола Софийско-Успенского собора в городе Тобольске. Участвовал в испытаниях самолёта-амфибии Ан-2В с девятиметровыми поплавками, после чего началось регулярное воздушное сообщение на гидросамолётах по маршруту Тюмень — Салехард с посадками в Тобольске, Самарово и Берёзово. Внес огромный личный вклад в освоение нефтегазового комплекса Западной Сибири.
Указом Президиума Верховного Совета СССР от 5 марта 1976 года за выдающиеся успехи, достигнутые в выполнении заданий девятой пятилетки и социалистических обязательств Белобородову Николаю Макаровичу присвоено звание Героя Социалистического Труда с вручением ордена Ленина и золотой медали «Серп и Молот».
C 1981 года работал заместителем командира Тюменского объединённого авиаотряда по организации лётной работы. В 1986 году вышел на пенсию. Жил в городе Тюмень. Умер 27 мая 2010 года.
Награждён орденом Ленина, медалями, в том числе «За освоение недр и развитие нефтегазового комплекса Западной Сибири», так же почётными знаками «Отличник Аэрофлота», «Отличник разведки недр». В городе Тюмень, на доме где жил Николай Макарович, установлена мемориальная доска.